# 몽정애
몽정애는 2011년에 공개된 대한민국의 영화이다.

## 출연

### 주연
- 정성훈
- 유옥주